# Borís y Gleb
Los príncipes Borís y Gleb (en ucraniano, Борис і Гліб; en ruso, Борис и Глеб), cuyos nombres cristianos son Román y David respectivamente, fueron hijos del príncipe Vladimiro I de Kiev y de la princesa bizantina Ana Porfirogéneta, hermana del emperador Basilio II.
Ambos fueron asesinados durante las guerras intestinas de 1015-1019, y son los primeros santos canonizados en 1071 tras la cristianización de la Rus de Kiev. Fueron enterrados en la catedral de Výshhorod, que fue re-consagrada en su nombre; muchas otras iglesias de Ucrania y Rusia fueron más tarde nombradas después de ellos. Su fiesta se celebra el 24 de julio (6 de agosto).